# أنتوني باك
أنتوني باك (9 أكتوبر 1941 - ) (بالإنجليزية: Anthony Buck)‏ هو لاعب كريكت بريطاني.